# Bella Vista (San Juan)
Bella Vista es una localidad del Departamento Iglesia, en el noroeste de la provincia de San Juan, Argentina.

## Población
Cuenta con 365 habitantes (Indec, 2001), lo que representa un marcado incremento del 143,3% frente a los 150 habitantes (Indec, 1991) del censo anterior.

## Turismo
Bella Vista es un pequeño poblado ubicado 3 km al Sur de la localidad de Iglesia, por la Ruta provincial 412. Es un paraje campestre, plagado de potreros y alamedas (plantaciones de álamo). De ancestral tradición ganadera, conserva atractivas costumbres gauchescas, como la recogida de animales chúcaros, doma, marcaciones y carreras cuadreras. Los jinetes usan indumentaria típica a diario y se engalanan con especial esmero para la “Fiesta provincial de los Valles y Cumbres Iglesianos”, donde realizan demostraciones de destreza criolla. En los últimos años, se han integrado al pueblo varias casas de fin de semana que lo han convertido en un lugar de moda para descanso y vacaciones. Cuenta además con un cámping donde el turista se puede alojar y disfrutar de la paz y la naturaleza.

## Clima
El clima de Bella Vista se caracteriza por el rigor de sus inviernos, con temperaturas mínimas de -10 °C. En ocasiones en invierno se producen nevadas, si bien nunca son demasiado intensas. Otra característica del invierno de Bella Vista es el viento Zonda, típico de la zona de Cuyo, que hace que aun estando en invierno la temperatura sobrepase los 20 °C, arrastrando además mucho polvo y produciendo variaciones en la presión, que afecta a personas sensibles. El verano es cálido pero las montañas adyacentes ejercen un efecto de microclima que suaviza las temperaturas. El índice U.V.A., debido a la altitud, es medio-alto en todas las estaciones. Las precipitaciones no son abundantes, llegando a su punto máximo en verano, época en que son frecuentes las crecidas de los ríos locales, provocando en ocasiones la rotura de puentes y deterioro de sus calles.

## Comercio
El pueblo dispone de dos comercios principales, regentado uno por la familia Rivero y el otro por la familia Espejo. En ellos se venden diferentes artículos, que van desde alimentos hasta artículos del hogar. No obstante existen también familias que venden pan elaborado de forma artesanal, leche de sus vacas y las típicas "semitas", tortitas de harina y grasa. Algunos días también recorre el pueblo un autobús cargado de mercaderías diversas que es un espectáculo digno de ver, ya que recorre las calles anunciándose por megafonía propia.

## Educación
Bella Vista cuenta con una escuela de nivel primario, al que acuden los niños de Bella Vista y pueblos aledaños. Los alumnos secundarios asisten a clases en la escuela de Villa Iglesia, situada a unos 5 km.

## Economía
La economía del pueblo está basada principalmente en la reproducción de semillas y papa semilla libre de virus así como frutas (peras y manzanas) también importante actividad forestal (Álamos) y la producción de pasto,algunos de sus habitantes trabajan en las minas en la cordillera.

## Deportes
Bella Vista cuenta con un equipo de fútbol que milita en la liga local departamental, el Bella Vista. Posee instalaciones propias y un campo de fútbol con césped natural.

## Religión
El pueblo bellavistano es católico en su gran mayoría, y cuenta con una capilla propia.

### Sismicidad
La sismicidad del área de Cuyo (centro oeste de Argentina) es frecuente y de intensidad baja, y un silencio sísmico de terremotos medios a graves cada 20 años en distintas áreas aleatorias.
Terremoto de Caucete 1977el 23 de noviembre de 1977, la región fue asolada por un terremoto y que dejó como saldo lamentable algunas víctimas, y un porcentaje importante de daños materiales en edificaciones.
Sismo de 1861aunque dicha actividad geológica catastrófica, ocurre desde épocas prehistóricas, el terremoto del 20 de marzo de 1861 (163 años) señaló un hito importante dentro de la historia de eventos sísmicos argentinos ya que fue el más fuerte registrado y documentado en el país. A partir del mismo la política de los sucesivos gobiernos mendocinos y municipales han ido extremando cuidados y restringiendo los códigos de construcción. Y con el terremoto de San Juan de 1944 del 15 de enero de 1944 (81 años) el gobierno sanjuanino tomó estado de la enorme gravedad sísmica de la región.
El Día de la Defensa Civil fue asignado por un decreto recordando el sismo que destruyó la ciudad de Caucete el 23 de noviembre de 1977, con más de 40.000 víctimas sin hogar. No quedaron registros de fallas en tierra, y lo más notable efecto del terremoto fue la extensa área de licuefacción (posiblemente miles de km²).
El efecto más dramático de la licuefacción se observó en la ciudad, a 70 km del epicentro: se vieron grandes cantidades de arena en las fisuras de hasta 1 m de ancho y más de 2 m de profundidad. En algunas de las casas sobre esas fisuras, el terreno quedó cubierto de más de 1 dm de arena.